# Moussa Konaté
Moussa Konaté (n. 1951 - d. 30 noiembrie 2013) a fost un scriitor născut în Kita, Mali.